# ت. س. إليوت
توماس ستيرنز إليوت (بالإنجليزية: Thomas Stearns Eliot) شاعر ومسرحي وناقد أدبي حائزٌ على جائزة نوبل في الأدب في 1948. وُلد في 26 سبتمبر 1888 وتوفي 4 يناير 1965. كتب قصائد: أغنية حب جي. ألفرد بروفروك، الأرض اليباب، الرجال الجوف، أربعاء الرماد، والرباعيات الأربع. من مسرحياته: جريمة في الكاتدرائية وحفلة كوكتيل. كما أنه كاتب مقالة «التقليد والموهبة الفردية». وُلد إليوت في الولايات المتحدة الأمريكية وانتقل إلى المملكة المتحدة في 1914، ثم أصبح أحد الرعايا البريطانيين في 1927.

## النشأة والتعليم
ينتمي إليوت إلى عائلة عريقة وذات مكانة اجتماعية كبيرة في بوسطن. تعود أصول العائلة إلى إنجلترا. انتقل والد جد إليوت، وليام غرينليف إليوت، إلى سانت لويس ميزوري لإنشاء كنيسة مسيحية موحدة هناك. كان والده هنري إليوت (1843-1919) رجل أعمال ناجحًا ورئيسًا لشركة متخصصة في سانت لويس. أما والدته شارلوت ستيرنز (1843-1929)، فقد كانت ناشطة اجتماعية وكتبت العديد من القصائد الشعرية.
يمكن أن يُعزى اهتمام إليوت بالأدب إلى عدة عوامل منها: بعض الاضطرابات الولادية التي عاناها وهو صغير مثل الفتق الإربي المزدوج، وعدم تمكنه من المشاركة في الأنشطة البدنية مع أقرانه، ما دفعه إلى العزلة والاهتمام بالأدب، وبمجرد أن تعلم القراءة في شبابه، أصبح مهووسًا بالكتب لدرجة كبيرة. بالإضافة إلى ذلك، أثرت المدينة التي نشأ فيها على ميوله الأدبية، إذ يقول في مذكراته: «من البديهي القول إن مدينة سانت لويس أثرت علي بعمق أكثر مما فعلته أي بيئة أخرى، خصوصًا طفولتي التي قضيتها بجانب النهر الكبير. أعتبر نفسي محظوظًا لأنني ولدت هناك لا في بوسطن أو نيويورك أو لندن».
التحق إليوت بأكاديمية سميث بين عامي 1898 و1905، وشملت دراساته هناك اللاتينية، واليونانية القديمة، والفرنسية، والألمانية. بدأ بكتابة الشعر عندما كان في الرابعة عشرة من عمره متأثرًا بترجمة إدوارد فيتزجيرالد رباعيات عمر الخيام. كانت «حكاية الأعياد» أولى قصائده المنشورة، والتي كتبها كتمرين مدرسي ونُشرت في سجل أكاديمية سميث في فبراير عام 1905. نشر قصيدة غنائية أخرى في أبريل عام 1905 بدون عنوان، وأعاد تنقيحها وتعديلها لتُنشر لاحقًا في مجلة الطلاب بجامعة هارفارد. نشر في نفس العام ثلاث قصص قصيرة هي «الطيور الجارحة» و «قصة حوت» و «الرجل الذي كان الملك». تعكس القصة الأخيرة استكشافه قرية إيغوروت في أثناء زيارته معرض سانت لويس العالمي في عام 1904، ويوضح هذا الارتباط مع الناس البدائيين دراساته الأنثروبولوجية في جامعة هارفارد.
قضى إليوت أول 16 عامًا من حياته في مدينة سانت لويس بولاية ميزوري، لكنه لم يعد إليها بعد ذهابه إلى المدرسة في عام 1905 إلا للزيارات وقضاء العطل، ومع ذلك، فقد كتب إلى أحد أصدقائه أن «ميزوري ونهر المسيسيبي تركا انطباعًا عميقًا في نفسي أكثر من أي جزء آخر من العالم».
التحق إليوت بعد تخرجه من المدرسة بأكاديمية ميلتون في ماساتشوستس، وهناك التقى مع الكاتب سكوفيلد ثاير، ثم درس الفلسفة في كلية هارفارد في الفترة بين عامي 1906 و1909، وحصل على درجة البكالوريوس في عام 1909 وعلى درجة الماجستير في العام التالي. سُمح لإليوت بالحصول على شهادة البكالوريوس بعد ثلاث سنوات بدلًا من السنوات الأربع المعتادة بسبب عامه التمهيدي الذي قضاه في أكاديمية ميلتون. كتب فرانك كيرمود أن أهم لحظة في مسيرة إليوت الجامعية كانت في عام 1908 عندما تعرف على آرثر سيمونز والحركة الرمزية في الأدب، وهو الأمر الذي عرّفه إلى جول لافورغ وآرثر رامبو وبول فيرلين. قال لاحقًا إنه لولا فيرلين ما كان ليسمع بتريستان كوربيير وكتابه ليس أمورس جونز، وهو الكتاب الذي أثر بعمق على حياة إليوت. نشرت مجلة هارفارد بعض قصائده وأصبح صديقًا دائمًا للكاتب والناقد الأمريكي كونراد أيكن منذ ذلك الوقت.

## شعر إليوت
بالنسبة لشاعر في مثل مكانته، فإن إنتاج إليوت الشعري كان قليلاً. وعى إليوت ذلك مبكراً في مسيرته، فكتب إلى جيه. إتش. وودز أحد أساتذته السابقين في هارفرد: «سمعتي في لندن مبنية على قليلٍ من الأبيات، ويصونها طباعة قصيدتين أو ثلاث في السنة. الشيء الوحيد المهم أن هذه القصائد ينبغي أن تكون كاملة وفريدة من نوعها، بحيث تصبح كُل واحدةٍ منها حدثاً بحد ذاتها».
بشكل تقليدي نشر إليوت قصائده الأولى في الدوريات وفي كتيبات ومطويات تحتوي قصيدة واحدة (على سبيل المثال: قصائد آرييل)، ومن ثم أضافها إلى المجموعات الشعرية. كانت مجموعته الشعرية الأولى: بروفروك وملاحظات أخرى (1917). في 1920، نشر إليوت مزيداً من القصائد في Ara Vos Prec (لندن) وقصائد:1920 (نيويورك). كانت هذه نفس القصائد - بترتيب مختلف - عدا أن «أغنية» في الطبعة الإنكليزي قد استبدلت بقصيدة «هستيريا» في الطبعة الأمريكية. في 1925، جمع إليوت الأرض اليباب وقصائد أخرى في بروفروك وقصائد في مجلد واحدٍ وأضافه إلى الرجال الجوف ليكون قصائد: 1909 - 1925. ومن ثم حدث عمله كقصائد مجموعة. وكانت الاستثناءات:
- كتاب الجرذ العجوز عن القطط العملية (1939) مجموعة من القصائد الخفيفة.
- قصائد كُتبت في أوائل الشباب (نشرت بعد وفاته في 1967)، وتحتوي على قصائد نُشرت غالباً بين 1907 و1910 في محامي هارفرد المجلة الطلابية في جامعة هارفرد.[18]
- اختراعات الأرنب السائر: 1909–1917 (نشر بعد وفاته 1997), مقاطع ومسودات لم ينو إليوت نشرها. شرحها كريستوفر ريكس.

### الأرض اليباب
مقال رئيسي الأرض اليباب
في أكتوبر 1922، نشر إليوت الأرض اليباب The Waste Land في المعيار. كُتبت القصيدة في فترة انهيار زواج إليوت، وغالباً ما تُقرأ القصيدة باعتبارها تمثيلاً لزوال وهم جيل ما بعد الحرب العالمية الأولى. حتى قبل أن تُنشر الأرض اليباب في كتاب (ديسمبر 1922)، أبعد إليوت نفسه عن رؤية القصيدة اليائسة: «فيما يتعلق بالأرض اليباب، هذا شيء من الماضي كما أعتقد، وأشعر الآن برغبةٍ في تجربة أسلوبٍ جديد».
هذه القصيدة تعتبر من أهم وأصعب القصائد في تاريخ الأدب الإنكليزي والعالمي وذلك لعدة أسباب أهمها الاعتماد على عشرات الأعمال الأدبية الأخرى مثل أعمال شكسبير والحالة النفسية الفريدة التي تعبر عنها القصيدة ومن الجدير با الذكر ان هذه القصيدة تحتوي على ابيات بعدة لغات منهاالفرنسية والألمانية والأسبانية و الهندية.

### مسرحيات إليوت

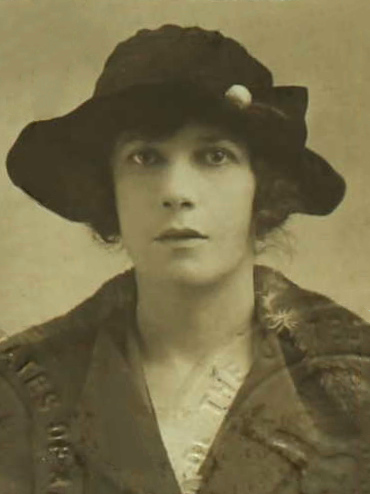
صورة جواز سفر إليوت من عام 1920.

باستثناء مقطوعته الكبرى: "الرباعيات الأربع"، اتجهت معظم طاقة إليوت الإبداعية بعد "أربعاء الرماد" إلى كتابة مسرحيات شعرية، غالباً مسرحياتٍ كوميدية، أو مسرحياتٍ بنهاياتٍ تصالحية. كان معجباً دائماً بالدراما الشعرية الإليزابيثية والجاكوبية (يشهد على ذلك خيالاته عن وبستر، ميدلتون، شكسبير، وكيد في "الأرض اليباب".) في محاضرة ألقاها عام 1933 قال: "أتخيل أن كل شاعرٍ يحب أن يكون قادراً على التفكير بأن لديه وسيلة اجتماعية مباشرة.... سيحب أن يكون نوعاً من مسلٍ شعبي، وأن يكون قادراً على التفكير بأفكاره الخاصة وراء القناع التراجيدي أو الكوميدي. سيحب أن يوصل متعة الشعر، ليس فقط لجمهور أعرض، بل لمجموعات أكبر من الناس جماعة، والمسرح هو المكان الأفضل لفعل ذلك.
بعد كتابة الأرض اليباب (1922) كتب إليوت أنه كان «يشعر برغبة في شكلٍ جديدٍ وأسلوبٍ جديد». أراد أن يكتب مسرحية شعرية بإيقاع جاز وشخصيةٍ ظهرت في العديد من قصائده، سويني. لم ينهها إليوت. نشر قطعتين مما كتبه بشكلٍ منفصل. نُشر المقطعان: «مقطع من مدخل» (1926)، و«مقطع من صراع درامي» (1927) معاً بعنوان: صراعات سويني. وبالرغم من أن هذا الكتاب لم يقصد به أن يكون مسرحية من فصلٍ واحد، إلا أنه يُمثل أحياناً كذلك.
في 19934، مُثلت مسرحية بعنوان «الصخرة» ألفها إليوت في مهرجان. كان ذلك لمنفعة الكنائس في أبرشية لندن. معظم العمل كان جهداً جماعياً، وقبل إليوت تأليف مشهدٍ واحدٍ والكورس. للمهرجان جمهور متعاطف لكنه يحتوي عموماً على رجال الكنيسة التقلديين، جمهور جديدٍ لإليوت الذي اضطر لتعديل أسلوبه بطريقة «تعليمية».
سأل جورج بل، أسقف تشستر، الذي كان مؤثراً في جلب إليوت ليعمل كاتباً مع المنتج إي. مارتن براون في إنتاج مسرحيته المهرجانية «الصخرة»، إليوت أن يكتب مسرحية جديدة لمهرجان كانتربري في 1935، وكانت هذه المسرحية جريمة في الكاتدرائية تحت سيطرة إليوت أكثر من سابقتها.
جريمة في الكاتدرائية عن موت توماس بيكيت. اعترف إليوت بأنه تأثر فيها بالواعظ من القرن السابع عشر لانسلوت أندروز من بين آخرين. «جريمة في الكاتدرائية» كانت خياراً ثابتاً للكنائس الأنجليكانية والرومانية الكاثوليكية لسنين عديدة.
بعد مسرحياته الإكليروسية، عمل إليوت على مسرحياتٍ تجارية لجمهور أعم. كانت هذه المسرحيات: لم شمل العائلة (1939)، حفلة كوكتيل (1949)، الموظف الموثوق (1953) ورجل الدولة الكبير (1958).
أعمال إليوت الدرامية معروفة بشكلٍ أقل من شعره.

### إليوت ناقداً
ساهم إليوت في مجال النقد الأدبي إسهامات مؤثرة، خصوصاً بمدرسة النقد الحديث المؤثرة التي دعا إليها. ورغم أنه قلل من عمله كناقد قائلاً بأن أعماله النقدية لم تكن غير «منتج جانبي لورشته الشعرية الخاصة». إلا أنه يُعتبر واحداً من أعظم نقاد القرن العشرين الأدبيين. حتى أن الناقد ويليام إمبسون
قال مرة: «لا أعرف يقيناً كم اخترعه عقلي [إليوت]، ناهيك عن كم منه يعد رد فعلٍ ضده، أو ناتج قراءة مغلوطة له. إنه تأثير موغل، وربما ليس على عكس الريح الشرقية».
في مقالته النقدية: «التقليد الأدبي والموهبة الفردية»،  يجادل إليوت بأن الفن ينبغي أن يفهم لا مجرداً، بل في سياق الأعمال الفنية السابقة. «على وجه الخصوص، ينبغي على الفنان أو الشاعر - بشكل قاهر - أن يُحاكم بمقاييس الماضي». هذه المقالة واحدة من أهم أعمال مدرسة النقد الجديد، لأنها قدمت فكرة أن قيمة العمل الفني ينبغي أن تعرض في سياق كل الأعمال السابقة.
اعتُبر أيضاً أن «التقليد والموهبة الفردية» أبقت العامة بعيداً عن الانخراط في الأدب (أو الأدب عن الانخراط فيهم): «إصرار تي. إس. إليوت في مقالات مثل التقليد والموهبة الفردية (1917) على أن الشاعر الشاب يحتاج فقط لتمثل المقياس الذكوري للمؤلفين المكرسين الذين ساهموا في التعريفات العامة للحداثة الأدبية سيستبعد ثقافة العامة». وبشكلٍ معاكس، فإن قراءة إليوت لخصوصية الموسيقى في مقالته: «ماري لويد» تساعد في التوصل إلى أن الثقافة الشعبسة يمكن أن تكون موضوعاً للنقد
أيضاً، كانت فكرة المعادل الموضوعي الرابط لكلمات النص بالأحداث وحالات الذهن والخبرات، في مقالة إليوت هملت ومشاكله مهمة للنقد الحديث. قادت هذه الفكرة إلى أن القصيدة تعني ما تقوله، لكنها تقترح وجود حكمٍ غير ذاتي مبني على تعدد القراءات التي قد تكون مختلفة، لكنها تتكامل لتفسير العمل.
بشكلٍ أكثر تعميماً، أخذ النقاد الجدد تلميحاتٍ من إليوت فيما يتعلق بمثالياته الكلاسيكية، وأفكاره الدينية، اهتمامه بشعر ودراما بدايات القرن السابع عشر، ازدراءه للرومانسيين - خصوصاً شيلي، فرضيته بأن القصائد الجيدة لا تحتوي فقط على انفلاتٍ مُلفت للشعور؛ بل مهرباً من الشعور، وإصراره على أن الشعراء في الحاضر ينبغي أن يكونوا صعبين.
كانت مقالات إليوت عاملاً مؤثراً في إحياء الاهتمام بالشعراء الميتافيزيقيين. كان إليوت يفضل تحديداً قدرة الشعراء الميتافيزيقيين على عرض الخبرة بشكلٍ فلسفي وحسي في الآن ذاته بشكلٍ فريد. مقالة إليوت «الشعراء الميتافيزيقيون» أعطت الشعر الميتافيزيقي أهمية واهتماماً، مقدمة تعريفه المعروف للحس الموحد، والذي يعتبره البعض مصطلحاً يعني ما تعنيه كلمة «ميتافيزيقي».
هناك جدلٌ يقول بأن إليوت يُفهم بأفضل صورة كناقد من خلال شعره، حيث أن أحدهما يعكس الآخر، وأن إليوت يملك منظوراً فريداً كشاعر-ناقد. في الرباعيات الأربع، سلسلة قصائد، إليوت واعٍ بذاته بطريقة "تفتح القصيدة على الحركة النقدية الجديدة حيث الفهم معتمدٌ على المنظور الذي حُملت به القصيدة.
تأمل إليوت الذاتي في الشعر يعكس إيمانه بالارتباط الموضوعي، وعند نشر قصيدته الأرض اليباب في 1922، اعتقد كثيرٌ من النقاد أنها مزحة أو خدعة. أيضاً، يمكن أن يُفهم أكثر في ضوء عمله كناقد. جادل إليوت بأن الشاعر ينبغي أن يكتب «نقداً مبرمجاً»، أو بأن فكرة أن الشاعر ينبغي أن يكتب لتقديم اهتماماته الخاصة أكثر من تقديم «دراسة تاريخية». وبمنظور إليوت الخاص، فإن الأرض اليباب تعكس كراهيته الشخصية للحرب العالمية الأولى، أكثر من الفهم التاريخي الموضوعي لها.
يُجادل البعض بأن إليوت نبذ معظم أعماله السابقة كناقد في مسيرته اللاحقة. وهذا محل نزاع كبير. في ذلك الوقت، شدد إليوت على أهمية أن يخلق الشاعر شخصيته الفريدة من خلال عمله.

### أعمال أخرى

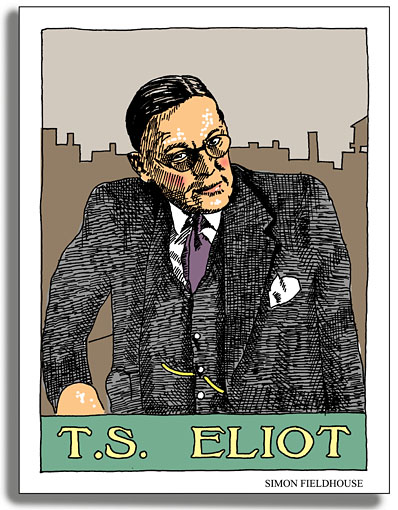

في 1939، نشر إليوت كتاباً في نظمٍ خفيف هو كتاب الجرذ العجوز عن القطط العملية، حيث أن الجرذ العجوز اسمٌ ألصقه عزرا باوند به. كان في الطبعة الأولى رسمٌ للمؤلف على الغلاف. في 1954، أعد الموسيقار آلان راوسثورن ست قصائد للأوركسترا، في عملٌ عُنون: «القطط العملية». بعد موت إليوت، أصبح الكتاب أساس المسرحية الموسيقية الناجحة التي أخرجها أندرو لويد ويبر قطط.
في 1958، عين أسقف كانتربري إليوت في لجنة أنتجت «المزامير المراجعة» (1963). ناقدٌ عنيف لإليوت، سي. إس. لويس، كان أيضاً عضواً في اللجنة لكن عداوتهما تحولت إلى صداقة.

## بيبلوغرافيا

### الشعر
- بروفروك وملاحظات أخرى (1917)
  - أغنية حب جي. ألفرد بروفروك
- قصائد (1920)
  - جيرونشن
  - سويني بين ملائكة الليل
- الأرض اليباب (1922)
- الرجال الجوف (1925)
- قصائد آرييل (1927-1954)
  - رحلة المجوس (1927)
- أربعاء الرماد (1930)
- كوريولان (1931  [لغات أخرى]‏)
- كتاب الجرذ العجوز عن القطط العملية (1939)
- نشيد زحف الكلاب البوليكية، بيلي مكاو: الببغاء المميز وكتاب الملكة عن الصليب الأحمر 1939
- الرباعيات الأربع (1945)

### المسرحيات
- صراعات سويني (نُشرت في 1926, مُثلت لأول مرة في 1934)
- الصخرة (1934)
- جريمة في الكاتدرائية (1935)
- لم شمل العائلة (1939)
- حفلة كوكتيل (1949)
- الموظف الموثوق (1953)
- رجل الدولة الكبير (مُثلت لأول مرة في 1958, ونُشرت في 1959)

### غير الخيالية
- العقل من الطبقة الثانية (1920)
- التقليد والموهبة الفردية (1920)
- الغابة المقدسة: مقالات في الشعر والنقد (1920)
  - هملت ومشاكله
- تقدير جون دريدن (1924)
- شكسبير وصوفية سنيكا (1928)
- إلى لانسلوت أندروز (1928)
- دانتي (1929)
- مقالات مختارة، 1917–1932 (1932)
- فائدة الشعر وفائدة النقد (1933)
- وراء آلهة الغريبة (1934)
- مقالات إليزابيثية (1934)
- مقالات عتيقة وحديثة (1936)
- فكرة المجتمع المسيحي (1940)
- ملاحظات نحو تعريف الثقافة (1948)
- الشعر والدراما (1951)
- الأصوات الثلاثة للشعر (1954)
- تخوم النقد (1956)
- في الشعر والشعراء (1957)

### ما نُشر بعد وفاته
- نقد الناقد (1965)
- الأرض اليباب: طبعة مشروحة مع صور المخطوطات (1974)
- اختراعات الأرنب السائر: قصائد 1909-1917 (1996)

## وصلات خارجية
- ت. س. إليوت على موقع IMDb (الإنجليزية)
- ت. س. إليوت على موقع الموسوعة البريطانية (الإنجليزية)
- ت. س. إليوت على موقع مونزينجر (الألمانية)
- ت. س. إليوت على موقع ميوزك برينز (الإنجليزية)
- ت. س. إليوت على موقع قاعدة بيانات برودواي على الإنترنت (الإنجليزية)
- ت. س. إليوت على موقع قاعدة بيانات برودواي على الإنترنت (الإنجليزية)
- ت. س. إليوت على موقع قاعدة بيانات برودواي على الإنترنت (الإنجليزية)
- ت. س. إليوت على موقع إن إن دي بي (الإنجليزية)
- ت. س. إليوت على موقع ديسكوغز (الإنجليزية)
- ت. س. إليوت على موقع قاعدة بيانات الفيلم (الإنجليزية)
- فيديو محاضرة من جامعة يال عن تي. إس. إليوت على غوغل فيديو
- مؤلفات T. S. Eliot في مشروع غوتنبرغ
- ما قاله الرعد: تي. إس. إليوت
- مجموعة تي. إس. إليوت على بارتلبي.كوم
- مجتمع تي. إس. إليوت
- جائزة نوبل
- وصلة خارجية تحتوي مختارات من أعماله مترجمة إلى العربية